# Augustenborgs kommun
Augustenborgs kommun (danska: Augustenborg Kommune) var en kommun i dåvarande Sønderjyllands amt i sydvästra Danmark. Kommunen omfattade den mellersta delen av ön Als och hade 6 577 invånare (2005). Tätorten Augustenborg utgjorde kommunens centralort.

## Administrativ historik
Augustenborgs kommun bildades inför kommunreformen 1970 genom en frivillig sammanslagning av Augustenborgs köping och Kettings landskommun. I samband med kommunreformen tillfördes även Asserballe-Notmarks landskommun samt en del av Ulkebøls landskommun.
Den 1 januari 2007, som en del av kommunreformen 2007, gick Augustenborgs kommun, tillsammans med kommunerna Broager, Gråsten, Nordborg, Sundeved och Sydals, upp i Sønderborgs kommun.

## Socknar
Inom Danska folkkyrkan var dåvarande Augustenborgs kommun indelad i fyra socknar:
- Asserballe socken
- Augustenborgs socken
- Kettings socken
- Notmarks socken

Socknarna ingår i Sønderborgs prosteri i Haderslevs stift.

## Borgmästare
- Anton B. Roth, 1 april 1970–31 mars 1978[4]
- Arthur Jespersen, 1 april 1978–31 december 1985[4]
- Regnar Liboriussen, 1 januari 1986–31 december 1993[4]
- Peder Dahl, 1 januari 1994–31 december 1997[4]
- Erik Schmidt, 1 januari 1998–31 december 2001[4]
- Aase Nyegaard, 1 januari 2002–31 december 2006[4]

Denna lista hämtas från Wikidata. Informationen kan ändras där.